# 트렌트 하가
트렌트 헤이가(Trent Haaga, 1971년 ~ )는 미국의 영화 감독, 영화 각본가, 배우이다.

## 작품 목록

### 영화 출연
- 더 팩트 2 (2014)

### 영화 연출
- Chop (2011)
- 킬러의 보이프렌드 (2017, 68 Kill)